# Ingen efter Guds rike står
Ingen efter Guds rike står är en svensk psalm bearbetad av Jesper Swedberg.

## Publicerad i
- 1572 års psalmbok med titeln INgen effter Gudz Rike står under rubriken "Hwarföre nuu så illa tilgår allestädz i werldenne/ een Wijsa".[2]
- Den svenska psalmboken 1694 som nummer 317 under rubriken "Om Werldenes Wäsende/ Fåfängelighet och Föracht".
- 1695 års psalmbok som nummer 269 under rubriken "Om Werldens Wäsende / Fåfängelighet och Föracht".[1]